# Pounding Grooves
Lawrence Dunster, besser bekannt unter seinem Pseudonym Pounding Grooves, ist ein Londoner Technokünstler. Er veröffentlichte auch unter einigen anderen Namen wie Lawrie Immersion oder Crusty Mills.
Dunsters Musikkarriere begann im Alter von 16 Jahren als Gitarrist und Songwriter in mehreren Bands, mit denen er durch ganz Europa tourte. Er wandte sich aber immer mehr der elektronischen Musik zu und veröffentlichte Mitte der 90er seine ersten Technoplatten. Die Erfolge seiner Veröffentlichungen machten ihn zu einem weltweit gefragten DJ und Liveact.
Dunster veröffentlichte bereits über 150 Platten, sowohl auf seinen eigenen Labels Pounding Grooves, Routemaster Records, Patten Play, Fresh Grind, Shark und Fukt, aber auch auf zahlreichen anderen wie Fine Audio Recordings, Planet Rhythm, Tortured, CLR, Countdown 2000, TechnoPassion, SUF, Subvert, Max/Min, Hydraulix, Smitten oder Compressed. Er machte Remixe für bekannte Künstler wie DJ Rush, Michael Burkat, Digital Primate, D.A.V.E. The Drummer oder Steve Stoll.
Im Jahr 2000 gründete er das Masteringstudio Curve Pusher und ein Jahr später das Vinyl-Presswerk Curved Pressings.